# Carl Oscar Malm
Carl Oscar Malm (* 12. Februar 1826 in Eura; † 8. Juni 1863 in Turku), auch bekannt als C. O. Malm und Carl Oskar Malm, war Finnlands erster Gehörlosenlehrer und Gründer der ersten finnischen Gehörlosenschule.
Er gilt als Begründer der finnischen Gebärdensprache (finnisch suomen viittomakieli). In Folge der Arbeit von Malm wurde auch die Existenz einer eigenen finnlandschwedischen Gebärdensprache (schwedisch finlandssvenskt teckenspråk) nachgewiesen.

## Geburt und Ausbildung
Carl Oscar Malm war Sohn einer wohlhabenden und gebildeten Familie. Seine Eltern waren der Militäroffizier und Stadtkämmerer Anders Gustaf Malm und Katarina Juliana Tandefelt. Malm war entweder von Geburt an taub oder schon in sehr jungen Jahren ertaubt.
1834 wurde er mit acht Jahren Schüler an der so genannten „Manillaschule“ für Gehörlose in Stockholm (vollständig Allmänna institutet för döfstumma och blinda å Manilla „Öffentliches Institut für Blinde und Gehörlose zu Manilla“). Dort lernte er schwedische Gebärdensprache und war Privatschüler des Lehrers Johan Gerhard Holtz.
Nachdem er eine Reihe von Fächern studiert und geschriebenes Schwedisch auf einem „ungewöhnlich“ hohen Niveau erlernt hatte und der beste Schüler der Schule wurde, kehrte er zwei Jahre später nach Finnland zurück. Dort lernte er zusätzlich, Finnisch, Deutsch und Französisch zu lesen.
Malm entdeckte schon früh seine Leidenschaft für Bildung. 1843 wurde er Hilfslehrer einer Schule und sammelte dort seine ersten Erfahrungen als Lehrer.

## Erste Gehörlosenschule
1845 zog Malm nach Porvoo (schwedisch Borgå). Dort begann er Anfang 1846 die zwei gehörlosen Jungen David Fredrik Hirn und Sten Sirén in Koivisto zu unterrichten. Später eröffnete er mit Unterstützung von Ossian Edmund Borg (Sohn von Pär Aron Borg) Dövskolan i Borgå, eine Privatschule für gehörlose Kinder mit diesen 2 Jungen als ersten Schülern. Die Schule befand sich im Haus seines Vaters in der Straße Kankurinkuja (Vävaregränd) 5.
Malm ging davon aus, dass es noch mehr gehörlose Kinder geben musste, sodass er eine Anzeige für die Schule in der Zeitung Borgå Tidning schaltete. Später bat er auch das Bistum Borgå die Zahl der gehörlosen Menschen im Land zu ermitteln: 1.466, davon 602 unter 20. An der Schule wurde in Gebärdensprache und geschriebenem Schwedisch unterrichtet. Das war die Geburtsstunde für die finnische Gebärdensprache.
Da es eine Privatschule war, wurde Schulgeld verlangt. Dies war für arme Familien ein großes Problem, da die staatliche Manillaschule in Schweden keine Schüler aus Finnland mehr aufnahm. Daraufhin kämpfte Malm für mehr Unterstützung und Johan Vilhelm Snellman erwähnte seine Bemühungen in der populären Zeitung Saima. Die Schule zog dann schließlich einflussreiche Förderer wie Johan Ludvig Runeberg und Carl Henrik Alopaeus an, die eine Spendenaktion zugunsten der Schule initiierten. Nach zehn Jahren erhielt die Schule staatliche Unterstützung in Form einer persönlichen Spende des Kaisers an Malm. 1859 wurde die Schule staatlich.
Bereits 1858 wurde geplant, eine Schule in Turku zu bauen, da dort die Lage günstiger war und mehr Schüler Platz hatten. Malm, Alopaeus und einige seiner Schüler folgten, sodass die Schule 1860 mit 22 Schülern eröffnet wurde.
Malm arbeite an der neuen Schule auch als Lehrer. Zusammen mit seinem Bruder Gustaf Emil Malm und Carl Henrik Alopaeus bewarb er sich um die Stelle des Schulleiters. Alopaeus erhielt die Stelle, da er die Unterstützung von den Pädagogen Henrik Heikel und Alexander Ferdinand Borenius erhielt. Als hörender Priester konnte er auch den Religionsunterricht abhalten und besaß außerdem ein "perfektes" Gehör und Sprache.
In einem Bericht des United States Secretary of the Interior von 1868 über die Gehörlosenschule in Turku wurde ein Schwerpunkt auf dem Unterrichten in Gebärdensprache und geschriebenen Texten erwähnt. Das war zur damaligen Zeit ungewöhnlich.
Die Gehörlosenschule in Porvoo wurde als einzige finnlandschwedische Gehörlosenschule 1993 wegen Schülermangels geschlossen.

## Einfluss
Auf Malms Arbeit ist die Gründung einer schwedischen Gehörlosenschule in Jakobstad von Henrik Heikel und Anna Heikel 1861 und einer finnischen Gehörlosenschule in Kuopio 1862 zurückzuführen. Mit Gründung dieser Schulen kam es zur Trennung der finnischen und finnlandschwedischen Gebärdensprachen.

## Philanthropie
Malm und sein Bruder Gustaf Emil gründeten in Turku eine Volksbibliothek.
Da Malm sich auch sehr für die Fotografie interessierte, plante er in den 1860er ein Fotostudio zu eröffnen, um daraus eine Rehe von sozialen Projekten zu fördern.

## Tod
1863 starb Malm in Turku im Alter von 37 Jahren an einer Lungenentzündung. Auf seinem Grabstein ist ein Relief des gehörlosen Künstlers Karl Albert Tallroth zu sehen.
Eine Büste von Juho Talvia, die Malm zeigt, wurde 1926 an der Stelle aufgestellt, an der sich die Gehörlosenschule in Porvoo befand.